# District d'Amboise
Le district d'Amboise est une ancienne division territoriale française du département d'Indre-et-Loire de 1790 à 1795.
Il était composé des cantons de Amboise, Bleré, Luzillé et Saint Ouen.